# Медаль Вильгельма Экснера
Медаль Вильгельма Экснера (нем. Wilhelm-Exner-Medaille) — научная награда Фонда Вильгельма Экснера, созданного Торговой ассоциацией Австрии. Названа в честь Вильгельма Франца Экснера. Вручается ежегодно с 1921 года за научные достижения, повлиявшие на экономику. Награда включает бронзовую медаль и приглашение на аудиенцию с ланчем к президенту Австрии.

## Лауреаты
- 1921: Карл Ауэр фон Вельсбах, Экснер, Вильгельм Франц, Оскар фон Миллер
- 1922: Карл фон Линде
- 1923: Alfred Collmann[нем.], Йозеф Мария Эдер, Hubert Engels[нем.],  Вильгельм Фридрих Оствальд, Rudolf Wegscheider[англ.]
- 1924: Карл фон Бах
- 1925: Rudolf Halter[нем.]
- 1926:  Георг фон Арко, Михаэль Хайниш, Ernst Krause
- 1927: Хуго Юнкерс, Heinrich Mache[англ.]
- 1928: Friedrich Gebers, Mirko Gottfried Ros
- 1929:  Фриц Габер, Paul Ludwik[нем.]
- 1930: Johann Kremenezky[нем.], Hermann Michel[нем.], Johannes Ruths
- 1931: Rudolf Saliger[нем.], Carl Hochenegg[нем.]
- 1932: Friedrich Ignaz von Emperger[нем.], Otto Waldstein[нем.],  Карл Бош
- 1934: Герман Фрэнсис Марк,  Гульельмо Маркони
- 1935: Wolf Johannes Müller[нем.], Arne Frederic Westgren[нем.]
- 1936: Франц Фишер, Фердинанд Порше,  Эрнест Резерфорд
- 1937:  Фридрих Бергиус, Harold B. Hartley[англ.], Ernst Späth[англ.]
- 1951: Eduard Heinl[англ.], Karl Holey[нем.], Людвиг Прандтль
- 1952:  Рихард Кун, Gustav Adolf Schwaiger
- 1953: Karl Girkmann[нем.], Hans Lieb
- 1954: Gustav Franz Hüttig[нем.], Берта Карлик, Джефри Инграм Тейлор, Eduardo Torroja y Miret[англ.]
- 1955: Ferdinand Campus, Bernhard Moritz Gerbel, Paul Schwarzkopf[нем.]
- 1956: Johan Arvid Hedvall[нем.], Кристофер Хинтон[англ.], Franz Holzinger, Heinrich Sequenz[нем.]
- 1957: Эрика Кремер, Fritz Feigl[англ.], Alexander Fleck[англ.], Josef Mattauch[англ.], Пьер Луиджи Нерви, Эрих Шмид
- 1958:  Отто Ган
- 1959: Рихард Нойтра, Reinhard Straumann[нем.], Carl Wagner[англ.]
- 1960:  Говард Уолтер Флори, Эжен Фрейсине, Лиза Мейтнер
- 1961:  Джон Кокрофт, Пауль Хартек, Rudolf Vogel[нем.]
- 1962: Albert Caquot[англ.], Теодор фон Карман, Franz Patat[нем.]
- 1963: Eduard Justi[нем.],  Уильям Брэдфорд Шокли, Philip Sporn[англ.]
- 1965: Adolf Pucher[нем.], Fritz Regler[нем.], Adolf Slattenschek[нем.]
- 1966: Henry Charles Husband[англ.], Fritz Stüssi[нем.], Friedrich Wessely[нем.]
- 1967: Karl Kordesch[англ.], Уильям Джордж Пенни,  Макс Фердинанд Перуц
- 1968: Leopold Küchler[нем.], Richard Kwizda, Adolf Leonhard[нем.]
- 1969: Вернер фон Браун, Wolfgang Gröbner[англ.], Hans Nowotny[нем.], Герман Оберт, Philip Weiss, Конрад Цузе
- 1970: Отто Кратки, Alastair Pilkington[англ.],  Чарлз Хард Таунс, Herbert Trenkler[нем.]
- 1971: Виллибальд Ентчке, Hans List[англ.],  Карл Вальдемар Циглер
- 1972: Eberhard Spenke[нем.], Heinz Zemanek[англ.]
- 1973: Otto Hromatka[нем.], Richard Kieffer[нем.], Bruno Kralowetz, Otto Kraupp[нем.], Guido von Pirquet[англ.]
- 1974:  Годфри Хаунсфилд, Peter Klaudy[нем.], Siegfried Meurer[нем.], Roland Mitsche
- 1975: Herbert Döring, Klaus Oswatitsch[нем.], Ladislaus von Rabcewicz[англ.], August F. Witt
- 1976: Ferdinand Beran, Ferdinand Steinhauser[нем.], Theodor Wasserrab
- 1977: Viktor Hauk, Fritz Paschke[нем.], Erwin Plöckinger[нем.], Hans Scherenberg[англ.]
- 1978: Max Auwärter, Фридрих Людвиг Бауэр, Hans Tuppy[англ.]
- 1979:  Альфред Кастлер, Winfried Oppelt[нем.], Ферри Порше[англ.], Christian Veder[нем.]
- 1980: Ernst Fehrer[нем.], Otto Hittmair[англ.], Виллем Йохан Колф, Гюнтер Вильке
- 1981: Anton Pischinger[нем.], Josef Schurz, Адриан ван Вейнгаарден
- 1982: Хендрик Казимир, Edmund Hlawka[англ.], Стэнли Хукер
- 1983: Ernst Brandl, Walter Heywang[нем.], Курт Магнус
- 1984: Adolf Birkhofer[нем.], Karl Rinner[нем.], Egon Schubert
- 1985: Ernst Fiala[нем.], Heinz Maier-Leibnitz[англ.], Helmut Rauch[англ.]
- 1986: Gerhard Dorda[нем.], Viktor Gutmann[нем.], Horst Dieter Wahl
- 1987: Раймар Люст,  Карл Александр Мюллер, Otto Vogl[англ.]
- 1988: Hubert Bildstein, Gyözö Kovács[венг.], Helmut Zahn[англ.]
- 1990: Karl Kraus[нем.]*, Takeo Saegusa, Гернот Циппе
- 1991: Michael J. Higatsberger, Karl Schlögl[англ.], Herwig Schopper[англ.]
- 1992: Peter Komarek, Willibald Riedler, Karl Hermann Spitzy[нем.]
- 1993: Hellmut Fischmeister[нем.], Hans Junek, Aladar Szalay
- 1994: Max Birnstiel[англ.], Зигфрид Зельберхерр, Иосеф Зингер[ивр.]
- 1995: Gottfried Biegelmeier[нем.], Бруно Бухбергер, Jozef Schell[англ.]
- 1996: Ingeborg Hochmair-Desoyer[англ.], Herbert Mang[нем.], Bengt Gustaf Rånby, Heinrich Ursprung[нем.]
- 1997: Hans A. Leopold, Klaus Pinkau[нем.], Charles Weissmann[англ.]
- 1998: Heinz Engl[англ.], Heiner Ryssel[нем.], Uwe B. Sleytr
- 1999: Henry Baltes, Gottfried Konecny, Peter Schuster[англ.]
- 2000: Heinz Brandl[нем.], Rudolf Rigler[швед.], Heinz Saedler[нем.]
- 2001: Georg Brasseur, Artur Doppelmayr[нем.], Friedrich Dorner
- 2002: Hermann Katinger, Фердинанд Пиех, Andreas Plückthun[англ.]
- 2003: Dietrich Kraft, Helmut List[англ.], Hans Sünkel[нем.]
- 2004: Andreas Ullrich, Меир Вилчек[англ.]
- 2005: Hermann Kopetz[англ.], Jan Egbert de Vries, Антон Цайлингер
- 2006: Hannes Bardach[нем.], Shuguang Zhang
- 2007: Wolfgang Zagler, Peter Palese[англ.]
- 2008: Zdeněk Bažant[англ.], Wolfgang Knoll
- 2009: Christian Wandrey[нем.], Alan Fersht[англ.]
- 2010:  Ада Йонат, Bertil Andersson[англ.]
- 2011:  Манфред Эйген, Михаэль Гретцель
- 2012:  Теодор Хенш, Лэнджер, Роберт, Friedrich Prinz
- 2013: Heinz Redl, Joseph Jacobson[англ.]
- 2014: Thomas J.R. Hughes[англ.]
- 2015: Грег Уинтер
- 2016: Эмманюэль Шарпантье, Геро Мизенбёк,  Штефан Хелль, Johann Eibl
- 2017: Фабиола Джанотти, Чад Миркин
- 2018: Павлос Аливизатос; Бао Чжэнань; Gregor Weihs[нем.] и Thomas Jennewein[англ.].
- 2019: Джозеф ДеСимоне.
- 2020: Эдвард Бойден.
- 2021: Каталин Карико; Luisa Torsi[англ.].